# قاسم خاموشی
قاسم خاموشی سرتیپ دوم خلبان بالگرد جنگنده بل ای‌اچ-۱ سی کبرا ارتش جمهوری اسلامی ایران است، که هم‌اکنون به‌عنوان فرمانده هوانیروز ارتش فعالیت می‌کند.
وی از اواسط دهه ۱۳۹۰ تا سال ۱۴۰۰ فرماندهی پایگاه دوم هوانیروز مسجد سلیمان را برعهده داشت، از ۱۴۰۰ تا ۱۴۰۲ جانشین فرمانده هوانیروز ارتش بود و از اسفندماه ۱۴۰۲ فرمانده هواپیمایی نیروی زمینی ارتش جمهوری اسلامی ایران است.